# Siena Mobilità
Siena Mobilità S.c.a.r.l. è una società consortile italiana che gestisce il trasporto pubblico locale a Siena e nella circostante provincia oltre che collegamenti extraurbani tra Siena, Arezzo e Firenze. Il consorzio è partecipato da tre società: Tiemme Toscana Mobilità, Busitalia - Sita Nord e ByBus.

## Esercizio
Siena Mobilità s.c.a.r.l. gestisce il trasporto pubblico urbano e interurbano a Siena e in tutta la provincia. Alcune linee collegano direttamente Siena con Firenze ed Arezzo.
Dal 1 gennaio 2018 opera in virtù del contratto ponte tra la Regione Toscana e la società One scarl.

## Parco aziendale
Nel 2005, la flotta era costituita da 126 autobus urbani, 1 suburbani e 181 interurbani.